# David Marcus (Judaist)
David Marcus (* 1941) ist ein US-amerikanischer Judaist.

## Leben
Er erwarb den BA am Trinity College Dublin, den MA an der Universität Cambridge und den PhD an der Columbia University. Er ist Professor für Bibelkunde und Masorahat am Jewish Theological Seminary in New York City und gibt auch Kurse in und alten Sprachen, einschließlich babylonischem Aramäisch und biblischem Hebräisch.
Marcus ist Mitglied der Herausgeberkommission der Biblia Hebraica Quinta und erstellte hierfür den Faszikel Esra und Nehemia (2006).

## Schriften (Auswahl)
- Jephthah and his vow. Lubbock 1986, ISBN 0-89672-136-1.
- From Balaam to Jonah. Anti-prophetic satire in the Hebrew Bible. Atlanta 1995, ISBN 0-7885-0101-1.
- als Herausgeber: Ezra and Nehemiah. Stuttgart 2006, ISBN 3-438-05280-6.
- Scribal wit. Aramaic mnemonics in the Leningrad Codex. Piscataway 2013, ISBN 978-1-61143-904-5.